# Glass Skin
GLASS SKIN – singiel zespołu Dir En Grey wydany w 2008 roku w Japonii, dostępny w edycji zwykłej i limitowanej. Edycja limitowana zawiera dodatkowo utwór koncertowy. Drugi utwór, undecided, to nagrana ponownie wersja piosenki pochodzącej z trzeciego albumu zespołu, Kisou. 
GLASS SKIN jest jedną z dwóch singlowych piosenek, które pojawiły się na albumie UROBOROS. Jedyną rzeczą, jaka uległa zmianie, jest tekst piosenki śpiewany po angielsku, podczas gdy w oryginale tekst śpiewany jest w języku japońskim. 

## Lista utworów
Autorem tekstów jest Kyo. Muzykę skomponował zespół Dir en grey. 
1. GLASS SKIN (4:30)
2. undecided* (4:58)
3. Agitated Screams of Maggots -Unplugged- (3:08)
4. Ryoujoku no Ame [LIVE] (凌辱の雨 [LIVE]) (4:19)

* W oryginale undecided skomponował Die.